# Gais
Gais (Göteborgs Atlet- & Idrottssällskap, av klubben själv stavat versalt, GAIS) är en fotbollsklubb från Göteborg. Klubben bildades 11 mars 1894 och startade sin fotbollsverksamhet 1897. Gais har blivit svenska mästare i fotboll fyra gånger (1919, 1922, 1931 och  1954). Vid två tillfällen (1925 och 1927) har man vunnit allsvenskan utan att tilldelas SM-tecknet, och en gång (1942) har man vunnit svenska cupen. Sedan 1950-talet har Gais rört sig fram och tillbaka mellan allsvenskan och lägre serier. Framgångar som en allsvensk fjärdeplats 1974 och en tredjeplats 1989 samt ett cupsilver 1987 har varvats med ekonomiska problem och spel i andra- och tredjedivisionen. Säsongen 2025 spelar Gais i allsvenskan.
Föreningen har även ett damlag i fotboll, samt herr- och damlag i futsal (Gais Futsal). Tidigare har man även haft sektioner för ishockey (Gais HK), bandy (Gais Bandy) och handboll (Gais Handboll).
Klubben går under smeknamnet "Makrillarna" på grund av att deras grönsvartrandiga tröjor samt vita byxor och strumpor påminner om makrillens randiga rygg och vita buk. Under 1950-talet spelade laget dock i grönvitt, gröna tröjor med vita ärmar och vita byxor; på grund av mönstret kallades tröjan för Arsenal-tröjan.

## Historik

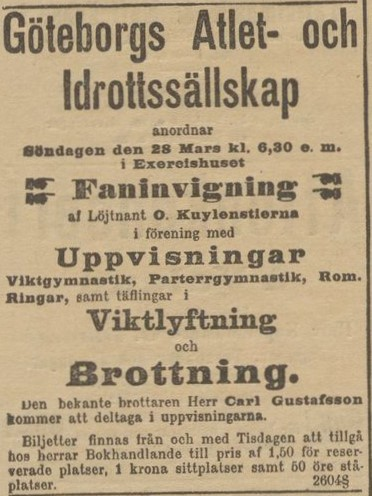
Annons i Göteborgs Aftonblad 27 mars 1897 för ett Gais-evenemang med Carl Gustafsson. Vid detta evenemang invigdes Gais än i dag existerande fana.

### 1894–1909: Grundande och tidiga år
Göteborgs Atlet- och Idrotts-sällskap grundades den 11 mars 1894 på Edlunds konditori och café på Storgatan 7 i Vasastaden i Göteborg och var Göteborgs första klubb för unga män från arbetarklassen. Enligt historikern Torbjörn Andersson utgjorde kaféet en viktig mötesplats i arbetarungdomars vardagsliv, vilket kan förklara varför Gais uppstod på just Edlunds. Bland grundarna fanns styrkelyftaren Carl "Våran" Gustafsson, en av stadens största idrottsstjärnor på 1890-talet. Till att börja med anordnade klubben tävlingar och övningar i allmän idrott, brottning och tyngdlyftning. Gustafsson tog över ordförandeskapet 1895, och han var en synnerligen aktiv ordförande, som även instruerade ungdomarna och deltog i träningarna.
Trots att många inom klubben såg ner på fotbollen fanns det ett växande antal medlemmar som ägnade sig åt sporten. Man anmälde sig 1897 till en turnering dit även Örgryte IS, Chalmers och Idrottens Vänner var anmälda. Chalmers och Idrottens Vänner dök emellertid aldrig upp, och därför spelades final direkt mellan Öis och Gais den 7 juni 1897; Örgryte vann med 2–0. Följande år möttes båda lagen i sex entimmesmatcher som Gais förlorade med den sammanlagda målskillnaden 0–26. Intressant nog upptogs dessa resultat inte i föreningens krönika, antagligen eftersom det fanns inre stridigheter mellan två falanger, där den ena under Charles Johansson tyckte att fotboll inte kunde räknas som idrott, medan den andra under Anders Nilsson inte höll med om det. Vissa av medlemmarna uppskattade inte att ”det brutala spelet” togs upp i klubben, och det blev inre slitningar mellan fotbollsentusiaster och utövare av allmän idrott och kraftsport. År 1900 övervägdes en nedläggning av klubben, men i stället uppgick man åren 1901–1903 successivt i Gårda SK, som övertog namnet Gais. Med flytten till Gårda fick klubben en mycket tydligare arbetarklassprägel.
De följande åren var resultaten bleka för klubben. Örgryte IS var helt dominerande i Göteborgsfotbollen, och Gais största framgång var en oavgjord match, 2–2, mot ÖIS I 1904. 1904 startades Göteborgsserien, där Gais hamnade sist. Följande år hamnade laget näst sist, bland annat efter 1–10 mot IFK Göteborg. 1906 deltog Gais varken i SM-slutspel eller Göteborgsserien, men nådde semifinalen i distriktsmästerskapen (DM) där man dock förlorade mot Göteborgs IF. Åren 1907 och 1908 fanns det varken en dokumenterad verksamhet eller någon fungerande styrelse.

### 1909–1918: En storklubb byggs upp

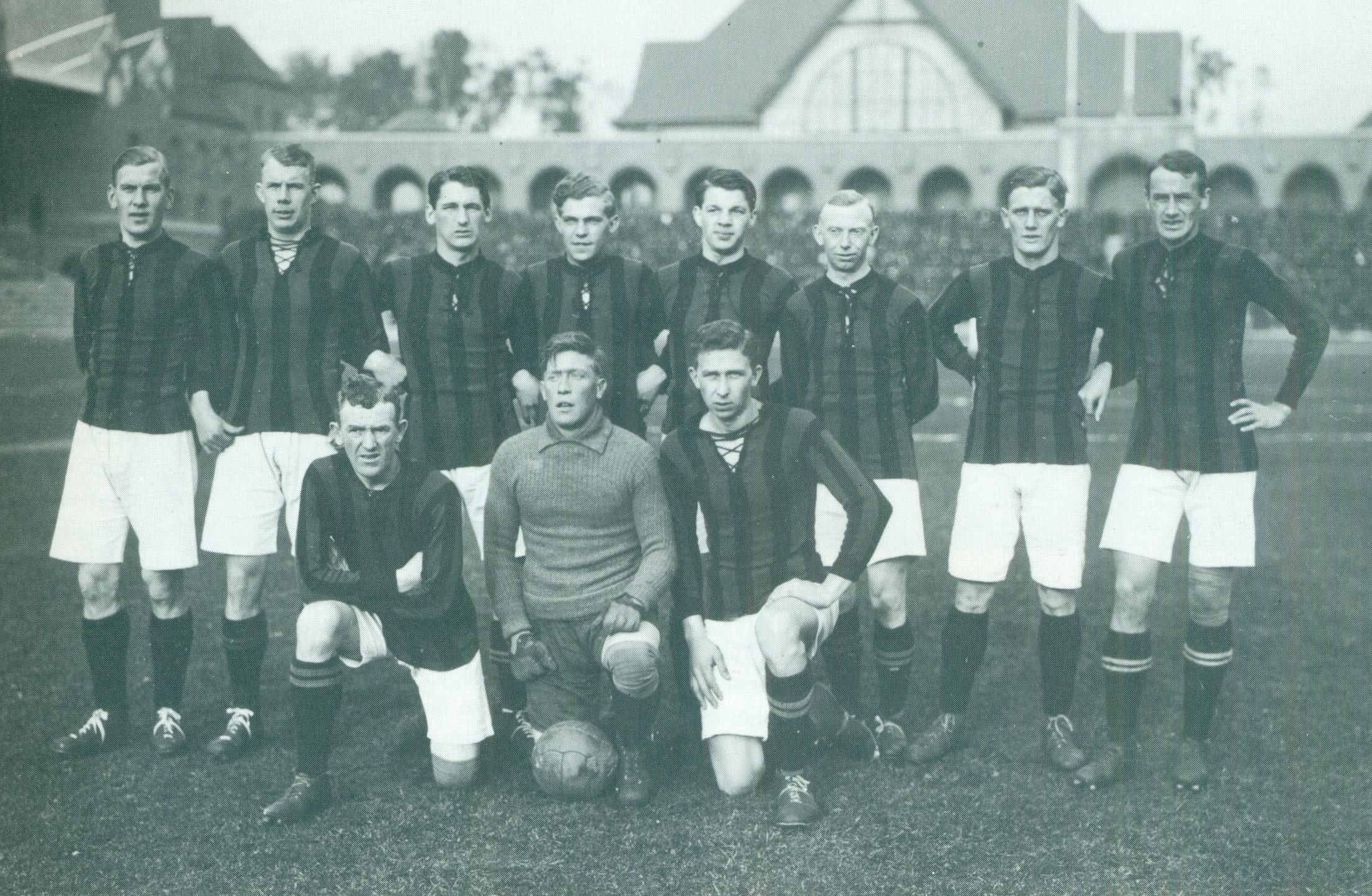
Truppen som tog SM-guld 1919. Stående från vänster: John Johansson, Gustaf Johansson, Albert Olsson, Rune Wenzel, Nils Karlsson, Fridolf Jonsson, Arvid Bergman, Joel Björkman. Knästående: Victor Björkman, Ivan Holmdahl, Fritjof Hillén.

Mellan 1909 och 1923 utvecklades Gais från en liten kvartersklubb till en storklubb med nationella framgångar. Ordförandeskapet i klubben togs 1909 över av Axel Svensson, som tog kommandot och sakta men målmedvetet byggde upp fotbollssektionen. Svensson satt kvar som ordförande ända till 1923. Samma år som Svensson blev ordförande fick fotbollssektionen en skjuts framåt när Friggas fotbollslag (inklusive bröderna Victor och Joel Björkman) anslöt sig till Gais. 1909 var även året då den ännu aktuella loggan bestämdes, där kulstängerna symboliserade tyngdlyftningen och spjuten friidrotten. Likaså stod den röda färgen för kraftsporten medan den gröna färgen stod för den allmänna idrotten. 1911 bestämdes att laget skulle spela i grönsvartrandiga tröjor, vita byxor och svarta strumpor.
Gais fotbollslag anfördes av Joel Björkman, som var en verklig strateg på planen och utsågs till både lagkapten och styrelseledamot. Och sakteligen gick det uppåt för klubben, när man 1911 vann DM för första gången efter seger mot Vega i finalen. 1912 organiserades den Västsvenska serien, där Gais slutade på andra plats. 1913 lyckades laget vinna serien, och man upprepade denna framgång även i serien 1914/15. I de officiella svenska mästerskapen 1912, 1913 och 1914 åkte Gais ut i andra omgången.
Säsongen 1915/1916 blev ett genombrott för klubben. Representationslaget blev inbjudet att möta Djurgården i Stockholm den 16 augusti 1915, och trots att stockholmarna vann med 4–2 ledde matchen till att Gais bjöds in till att spela i svenska serien. I detta Gais spelade utöver bröderna Björkman profiler som Fridolf Jonsson och Fritjof Hillén, som 1917 blev lagets förste landslagsman. 1915 debuterade också Albert "Abben" Olsson i Gais, och året därpå Nils Karlsson. Trots att Gais slutade på en fjärde plats (av totalt sex lag) i svenska serien 1915/1916 fick klubben inte fortsätta i serien eftersom man ville ha högst två lag från samma stad i ligan. Eftersom IFK Göteborg och Örgryte redan var med fick Gais inte plats. Under det hårda krigsåret 1918 låg all serieverksamhet nere. I SM-slutspelet fortsatte laget 1915–1918 på den tidigare vägen och åkte regelmässigt ut tidigt.

### 1919–1935: Storhetstiden

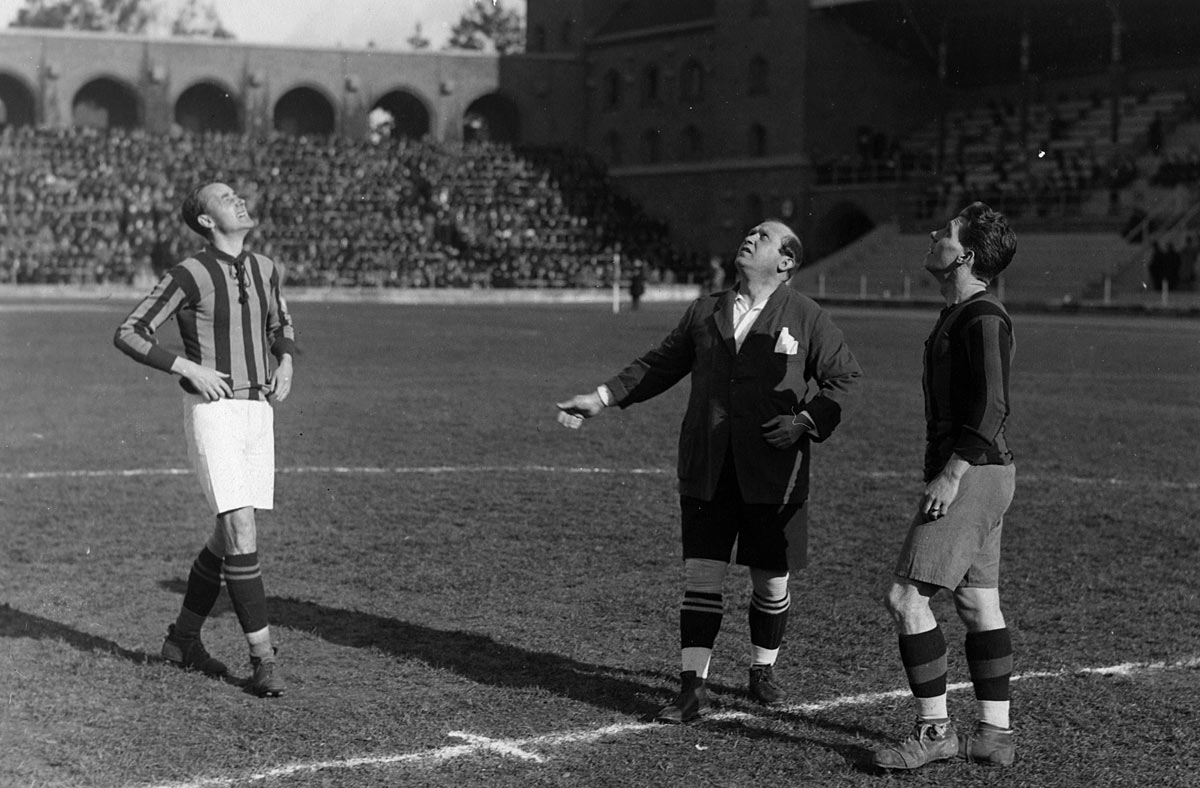
Joel Björkman, domare Ruben Gelbord och Hammarbys Gösta Wihlborg vid slantsinglingen inför mästerskapsfinalen mellan Hammarby och Gais på Stockholms stadion 8 oktober 1922.

Tiden runt slutet av första världskriget blev samtidigt början på Gais storhetstid, där klubben fram till mitten av 1930-talet hade 27 spelare i landslaget. Efter kriget kunde klubben åter mönstra ordinarie lag, och man fick dessutom tillgång till Ullevi. Tillgången till fotbollsarenan hade bl a sin orsak i att stadens tre stora klubbar, dvs. Gais, Örgryte och IFK, samarbetade i viss utsträckning. Göteborgs-Alliansen, en organisation som syftade till att hjälpa varandra och att inte värva spelare från varandra, fanns på plats sedan 1919 och 1921 anslöt Gais till alliansen.
1919 blev Gais för första gången svenska mästare i fotboll genom att vinna svenska mästerskapet. Efter seger mot IFK Göteborg i åttondelen, mot IFK Norrköping i kvarten och en seger med 7–1 i semifinalen mot Helsingborg väntade Djurgården i finalen. I finalen besegrades favoriten Djurgården med 4–1 på Stockholms stadion. Vänsterbacken Hillén, den 18-årige högeryttern Rune Wenzel och speluppläggaren "Abben" Olsson bildade stommen i laget. 1922 vann Gais sitt andra SM-guld, även denna gång på Stockholms stadion. Nu hade laget fått förstärkning i form av backen Douglas Krook (från Jonsered) och centerhalven Gunnar Holmberg. Från 1920 och fram till allsvenskans start 1924 tilläts Gais även delta i svenska serien igen, där laget kom 2:a (1920/1921), 1:a (1922/1923) och 2:a (1923/1924).

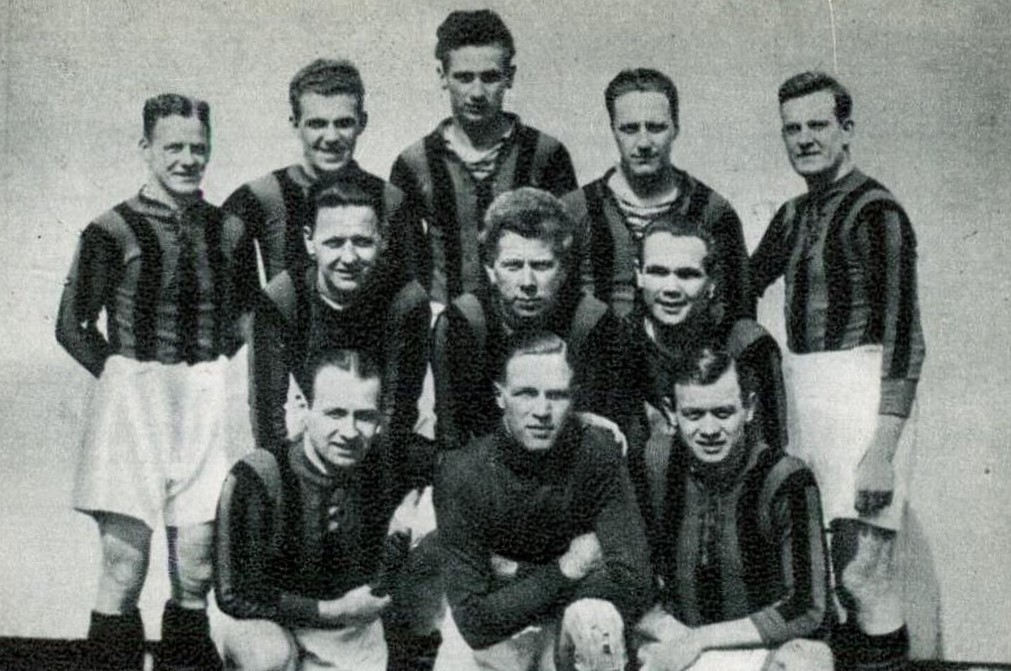
Gais årgång 1930/1931. Övre raden från vänster: Ragnar Gustafsson, Rune Wenzel, John Nilsson, Allan Mattiasson, Alf Hjelm. Mellersta raden: Gustaf Gustafsson, Nils Andreasson, Helge Liljebjörn. Nedre raden: Herbert Lundgren, Olle Bengtsson, Gunnar Zacharoff.

När allsvenskan hade premiär 1924/1925 var Gais en självskriven deltagare. Klubben vann serien på 38 poäng, två poäng före IFK Göteborg. Man förlorade bara en enda match under hela säsongen (mot just IFK) och släppte enbart in 16 mål. Under säsongen avled backen Konrad Hirsch oväntat i hjärnhinneinflammation, blott 24 år gammal. Han ersattes av Herbert Lundgren (från Lundby), som tillsammans med Gunnar Zacharoff skulle bilda backpar under resten av 1920-talet. Både Lundgren och Zacharoff var viktiga garanter för seriesegrarna i allsvenskan 1927 och 1931. Segern 1931 var något alldeles extra eftersom det var den första allsvenska seriesegern som även räknades som SM-guld. De allsvenska segrarna 1925 och 1927 tillhör inte raden av SM-titlar eftersom Svenska Fotbollförbundet fram till 1925 anordnade sin egen SM-tävling (se ovan), och från 1926 till och med 1930 fanns det inga officiella svenska mästare. Allsvenskan 1931/32, 1932/33 och 1933/34 fortsatte bra för Gais och laget slutade på plats tre, två och två.

### 1936–1954: Nedgång, cupguld, uppflyttning och SM-guld

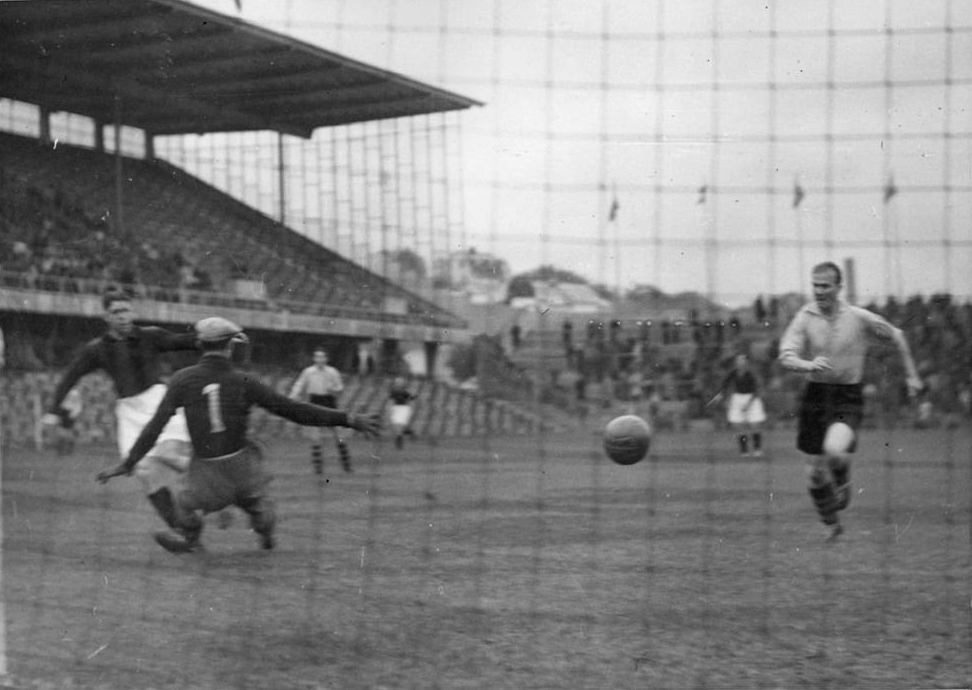
Cupfinalen 1942 mellan Gais och IF Elfsborg.

Under första halvan av 1930-talet slutade flera av lagets storstjärnor, däribland Wenzel, Holmberg, "Abben" Olsson, Zacharoff och Lundgren. Centerstjärnan "Long-John" Nilsson försvann till AIK 1934, och landslagsspelaren Åke "Carnera" Andersson gick samma väg när Gais 1938 för första gången åkte ur allsvenskan. En annan bidragande orsak till att Gais, liksom IFK Göteborg, åkte ur Allsvenskan var att uppstickarlaget Gårda BK hade börjat värva friskt av de andra Göteborgsklubbarna. Klubben tillbringade därefter tre år i division II innan laget lyckades ta sig till allsvenskan igen. Som nykomlingar avslutade klubben emellertid säsongen 1941/1942 med en sensationell andraplats bakom IFK Göteborg. De nya stjärnorna i laget blev den flexible "Jack" Jacobson tillsammans med vänsterbacken Folke Lind och försvararen Sixten "Tjärpapp" Rosenqvist. Lind blev även hjälte 1942 när han i cupfinalen mot IF Elfsborg 1942 nickade in segermålet efter en hjärnskakning som han hade fått i samma match.

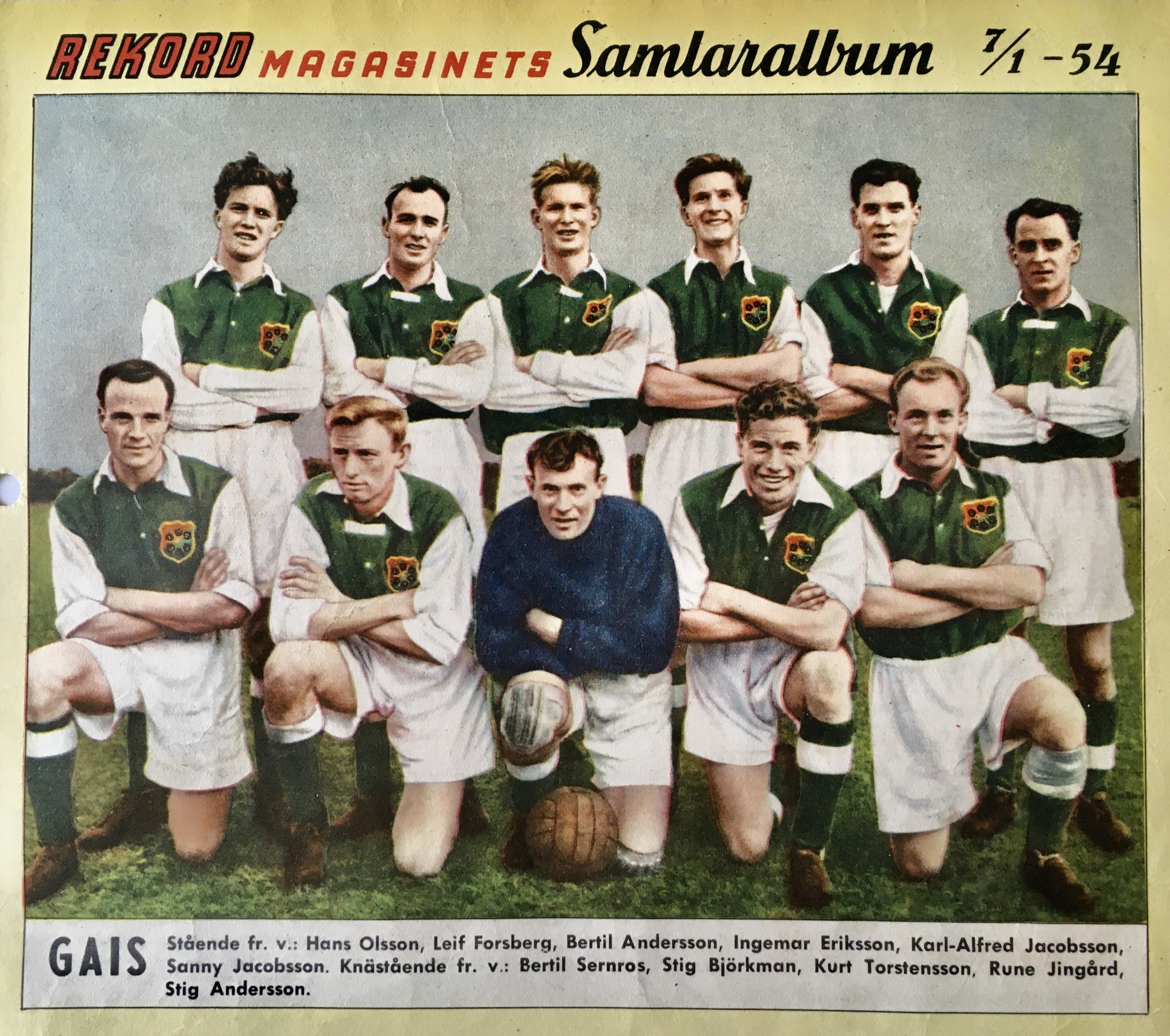
Gais mästarlag i allsvenskan från 1954 med bland andra skyttekungen Karl-Alfred Jacobsson och hans bror Sanny Jacobsson.

I slutet av 1940-talet blev Willy Wolff tränare för Gais; han hade oklar nationstillhörighet (ömsom kallades han schweizare, ömsom fransman), och var misstänkt för att ha haft en bakgrund som nazist. Wolff ansåg att spelarna hade för dålig kondition och förordade därmed hård konditionsträning. Under hans tid växte nya stjärnor fram, som högeryttern Egon "Atom-Egon" Johnsson och centerhalven Gunnar Johansson, som även fick spela VM i Brasilien. Gais stod inför en lovande framtid, men så lämnade Wolff klubben och Johnsson och Johansson blev proffs i Frankrike. "Jack" Jacobsson tog över som tränare och lyckades vinna SM-guldet 1954 med spelare som Hasse Olsson, skyttekungen Karl-Alfred Jacobsson och hans bror Sanny Jacobsson. Man vann efter en mycket jämn serie där Helsingborg och Degerfors bara hade en poäng färre vid säsongens slut. Säsongen 1953/54 blev också säsongen där Gais nådde tidernas högsta publiksnitt på 17 364 åskådare. På grund av klubbens popularitet sålde SJ till och med Gaisbiljetter på järnvägsstationer i Göteborgs omnejd.

### 1955–1981: Blandade framgångar
Efter att ha vunnit Allsvenskan 1954 brandskattades Gais svårt av storsatsande Uddevallaklubben IK Oddevold, som värvade Stig Andersson, Ingemar "Ögat" Eriksson och Sanny Jacobsson. Med dessa avbräck hamnade Gais på tredje sista plats 1955, vilket innebar nedflyttning. Säsongen 1955/56 slutade GAIS som segrare i division 2 Västra Götaland, och efter kvalspel mot Lycksele (inför knappt 29 000 åskådare på Ullevi i hemmamötet) var laget klart för Allsvenskan igen. Säsongen 1956/57 slutade sällskapet på bronsplatsen. 1957/58 blev sista serien som spelades höst/vår och därför spelades hela 33 omgångar från augusti 1957 till oktober 1958; säsongen slutade för Gais med en sjätte plats. När Nya Ullevi invigdes lagom till fotbolls-VM 1958 användes den som hemmaarena för både Gais, Örgryte och IFK; Gais hade dock till skillnad från de andra två klubbarna svårt att dra storpublik till sina matcher.
1959 kom Gais sist i Allsvenskan och åkte ur igen, efter att IFK Trollhättan hade lockat över Leif Forsberg och Hasse Olsson under säsongen. Efter en svag säsongsinledning kastade tränare Karl-Erik Grahn in många oprövade talanger, men inte heller detta kunde förhindra nedflyttningen. 1959 var emellertid också året då Åke Lindegarth kom in i klubbens ledning. Detta skulle under 1960-talet visa sig lyckosamt, då han hade en enorm förmåga att värva unga talanger. Lindegarth värvade bland annat fyra tongivande spelare från Bohusläns skärgård – Hasse Samuelsson (Kungshamns IF, debut 1963), Yngve Samuelsson (Grundsunds IF, debut 1964), Jan Olsson (Kungshamns IF, debut 1965) och Sten Pålsson (Kungshamns IF, debut 1968) – men han var även en pionjär inom pr. Han initierade supporterklubben Makrillarna, som snart hade över tusen medlemmar och stödde föreningen genom souvenirförsäljning. Detta blev också startpunkten för en mer modern supporterkultur, där Gaissupportrarna var bland de första att klä sig i lagfärger på matcherna. Lindegarth populariserade även Gais bland ungdomar, som fick gå gratis på matcherna om de hade en Gaiströja på sig. Under Lindegarths ledning gick Gais även från att vara "Tystnadens klubb" till att bli en av de mest omskrivna i Göteborgspressen. Lindegarth insåg också pengarnas växande betydelse i fotbollen och värvade Mariestads bryggerier som sponsor för överdragskläderna.

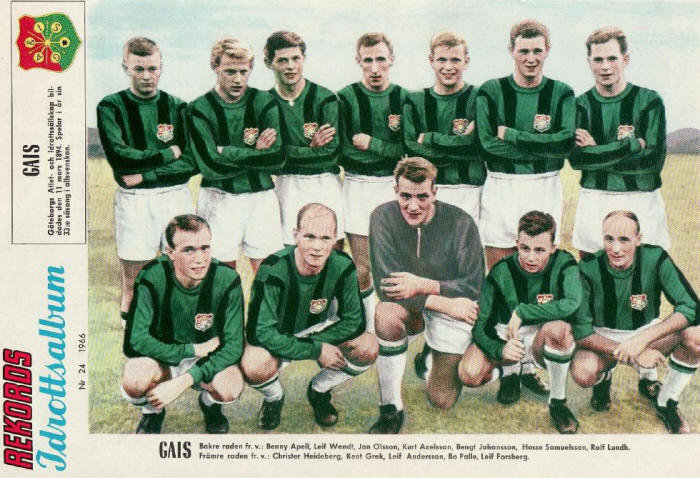
Gais årgång 1966.

Efter fyra år i division II kvalade sig Gais 1963 tillbaka till Allsvenskan 1964, men man åkte återigen ur direkt, trots att tränaren Gunnar Gren gick in och spelade under hösten. 1965 tog man sig åter tillbaka till Allsvenskan efter att ha säkrat avancemanget i en klassisk kvalmatch mot Grimsås IF, och under andra halvan av 1960-talet var man ett någorlunda stabilt allsvenskt lag. Till profilerna i Gais på 1960-talet hörde förutom kvartetten från Bohuslän även centerhalven Kurt Axelsson, som kom till Gais 1964 och senare blev både landslagsspelare och utlandsproffs. 1969 spelade hela fyra gaisare i landslaget, då Olsson, Axelsson, Pålsson och Hasse Johansson togs ut av förbundskaptenen Orvar Bergmark. 1970 värvades Eine Fredriksson, som också han avancerade till landslagsspelare.
1970 åkte Gais ur Allsvenskan – oförklarligt enligt Hasse Johansson, som ansåg att laget var för bra för det. Efter bara ett år i tvåan gick emellertid Gais upp igen. Att sejouren i näst högsta ligan bara blev ettårig kunde man tacka en av de första utländska spelarna i Gais för: danske målvakten Benno Larsen stod nio seriematcher och tre kvalmatcher, men fick inte följa med upp i allsvenskan eftersom utlänningar inte fick spela i högsta serien (regeln ändrades 1974). Några år senare, 1974, nådde Gais fjärdeplatsen i Allsvenskan och tog därmed brons, men året därpå åkte man återigen ur högsta serien.
Det var också på 1970-talet som den allsvenska läktarkulturen uppstod, och Gaissupportrarna kan räknas bland pionjärerna på området. Inspirationen hade de fått från BBC:s radiosändningar, Tipsextra, som 1969 hade börjat sina livesändningar från Englands högsta serie, samt Söderstadion, där sång på läktaren hade hörts för första gången hösten 1970. Från början var det ett 20-tal unga killar från Biskopsgården, Kortedala och Frölunda som samlades på Nya Ullevis STU-sektion, men ganska snart flyttade de till ståplatssektionen N. När Gais åkte ur Allsvenskan 1975 växte sig klacken allt större eftersom motståndarna i "Södertvåan" låg i närheten av Göteborg och därmed var det enklare att följa med på bortamatcherna. Vid derbyt mellan Gais och IFK Göteborg 20 maj 1976 kom 50 690 åskådare till Ullevi, vilket var publikrekord för dåvarande Division II (motsvarande dagens Superettan).
Med Gais-klacken föddes en modern supporterkultur som öppnade upp för nya ekonomiska möjligheter, exempelvis att samla in pengar för att värva spelare som i fallet Janne Olsson, som återvände från Stuttgart 1971. På det hela taget hängde emellertid Gais inte med i fotbollens ekonomiska utveckling, och sponsring ansågs som ovärdigt. Denna hållning kan anses ha bidragit till att Gais åkte ur Allsvenskan 1975, och i och med nedflyttningen tappade klubben även sin ledarposition i staden som togs över av IFK Göteborg. Våren 1975 höll 18 % av göteborgarna på IFK, ett år senare var det 27 %, medan endast 13 % höll på Gais. Spelåret 1980 var Gais på väg upp i allsvenskan, men blev i slutstriden passerat av Örgryte. Året efter slutade laget sist i dåvarande division II och spelade fortsättningsvis i division III.
Att Gais hade tappat sin ledande position och blivit något av en "outsider" i staden vände supportrarna till sin fördel och skapade en tydligare profil där klubben framstod som lite mer vänster och lite punkigare respektive rockigare än lokalrivalen IFK. I slutet av 1970-talet fick Gais dock stora problem med ekonomin. I början av 1980-talet hade Gais 4,5 miljoner i skulder vilket föranledde en ekonomisk sanering där man drog sig ur Gothia Cup och där styrelsemedlemmarna via sina egna nätverk lyckades fyrdubbla intäkterna. Klubbens skuldsanering lyckades inte minst på grund av Makrillarnas starka engagemang som samlade in 3,5 miljoner kronor mellan 1986 och 1994. Enligt Makrillarnas ordförande fick supporterklubben i och med sitt engagemang en viktig ställning i Gais.

### 1982–1992: Uppsving under Bosse Falk
1982 blev Bo "Bosse" Falk tränare i Gais. 1982, första året i division III nordvästra Götaland, vann Gais serien med fem poängs marginal och skulle kvala mot okända Järla från Stockholm. Slutade första matchen i Nacka 0-0 så förvandlades returmötet på Gamla Ullevi den 12 oktober 1982 till en mardröm: ett skott från Järla styrdes via gaisaren Lallo Fernandez in i mål, och trots en kvittering av Bengt Andersson lyckades Gais inte vinna. Året därpå vann laget dock återigen trean och krossade Mönsterås med 9-2 i kvalet. GAIS, som låg i Division II Södra, värvade våren 1984 den tunisiska stjärnan Samir Bakaou. 1985 spelade Bakaou på mittfältet tillsammans med den defensive Lenna Kreivi och hade ett gott samarbete med toppforwardarna Ulf Köhl och Steve Gardner; tillsammans kallades de "den gyllene triangeln". Bakaou vann skytteligan i södertvåan med 20 mål och utsågs till seriens bäste spelare. Gais fick kvala till allsvenskan mot Djurgården, men föll på straffar efter två oavgjorda matcher. Under tränaren Bo Falk nådde Gais, med ett spelsystem präglat av långbollar, framgångar i slutet av 1980-talet. Den stora profilen var Samir Bakaou. 1988 gick Gais upp i allsvenskan igen. Gais slutade till sist åtta i serien och höll sig kvar. Bakaou gjorde tio mål och blev lagets skyttekung. 1989 slogs Gais om en medaljplats i allsvenskan. Laget förlorade semifinalen mot Malmö FF, men tog en plats i Uefacupen 1990/1991 där laget åkte ut mot Spartak Moskva (1-1, 1-4).

### 1993–2005: Åter i lägre divisioner
På 1990-talet blev Gais ett krislag igen. Att värva hem Glenn Hysén från England 1992 bidrog till att skulderna växter till över fyra miljoner och runt 1995 hotades klubben av konkurs. Att Gais befann sig vid ruinens brant berodde också på bristande professionalitet i ledningen där det i vissa fall inte ens skrevs skriftliga kontrakt med sponsorerna som därför kunde dra sig ur hur som helst. Även damlaget misskötes så mycket att det slogs ihop med Mölndalslaget Jitex. Efter att Gais åkt ur allsvenskan 1992 blev Bosse Falk klubbdirektör i Gais 1993. Han kom tillbaka som Gaistränare en kort sejour 1996 för att försöka att rädda kvar Gais i dåvarande division I södra. Gais spelade 1997-1998 i Division II.
Gais spelade i allsvenskan 2000, där laget kom näst sist och därför flyttades ner till superettan 2001. Man kom trea från slutet och flyttades ner till division 2 (den dåvarande tredjedivisionen, numera ersatt som sådan av ettan). Gais kom tvåa efter FC Trollhättan, vilket inte räckte för att kvalificera sig till superettan. 2003 kvalificerade man sig dock för superettan igen efter att ha vunnit division 2 Västra Götaland före Ljungskile SK. De båda lagen hamnade på samma poäng, men Ljungskile SK hade betydligt sämre målskillnad och därmed vann Gais. Efter vinsten i divisionen var det dags för kval, där man mötte Mjällby AIF. Gais vann med 4–2 totalt och hade en publiksiffra på 11 989 i den sista kvalmatchen hemma på Gamla Ullevi. Den första säsongen i superettan efter vistelsen i division 2 slutade man på sjätte plats, endast fem poäng ifrån Assyriska FF på kvalplats till allsvenskan.
Genom framgångsrikt spel i superettan 2005 kvalificerade sig Gais på nytt för allsvenskan. Efter att Gais lett serien till en början gick både AIK och Östers IF förbi och Gais slutade på kvalplats, 3 poäng efter Östers IF och 2 poäng före Ljungskile SK, som var nykomlingar detta år. Detta innebar att man fick kvala om en plats i allsvenskan mot tolvan i fotbollsallsvenskan 2005, Landskrona BoIS. Gais vann hemma med 2–1 och spelade 0–0 borta, och gick därmed upp. En tongivande spelare i denna årgång av Gais var brasilianaren Wílton Figueiredo, som hade kommit till klubben inför säsongen och gjorde 15 mål. Han lämnade dock Gais för AIK till säsongen 2006.

### 2006–2012: Allsvenskan
I Allsvenskan 2006 lyckades laget, efter en tiondeplacering, hålla sig kvar samtidigt som lokalkonkurrenterna Örgryte IS och BK Häcken åkte ur tillsammans med det andra före detta superettanlaget Östers IF. Samma år genomgick klubbens träningsanläggning Gaisgården i Delsjöområdet en omfattande utbyggnad och renovering. Man lade också konstgräs på anläggningen.

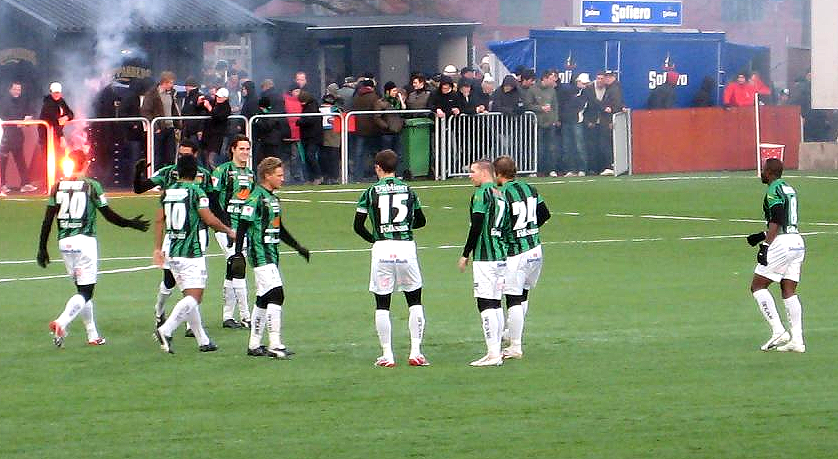
Gais A-lag 2008.

2007 kom uppgifter om att styrelserna för Gais, Örgryte IS och BK Häcken var överens om att slå ihop de tre klubbarna till FC Gothia, med syftet att bilda ett lag som var konkurrenskraftigt i Europaspel. Dessa planer lades dock ner efter stora protester från supportrarna i alla tre klubbar. Gais ordförande Christer Wallin, som hade varit en drivande kraft bakom dessa planer, hade "trott på mer förståelse för diskussionen". Historikern Torbjörn Andersson menade att de tre klubbarna har väldigt starka profiler och att det därför inte går att slå ihop klubbarna "utan att något väsentligt går förlorat".
2007 slutade Gais på elfte plats i Allsvenskan och var aldrig riktigt nära bottenstriden. Efter säsongen gick tränarduon Roland Nilsson och Hans Gren till Malmö FF. 2008 slutade Gais åter på elfte plats i allsvenskan, med Magnus Pehrsson som huvudtränare. Man vann detta år ett derby mot IFK Göteborg för första gången sedan 1992.
Inför säsongen 2009 efterträddes Magnus Pehrsson av Alexander Axén som huvudtränare, sedan Pehrsson gått till den danska klubben Ålborg BK. Axéns första säsong i klubben började inte bra, trots en storseger mot Örgryte IS i premiären. Gais låg på nedflyttningsplats inför sommaruppehållet men lyfte sig under hösten med hjälp av den tillfälliga assisterande tränaren Benny Lennartsson. Wanderson do Carmo vann den allsvenska skytteligan (tillsammans med Tobias Hysén) och Gais slutade för tredje året i rad på en elfteplats.

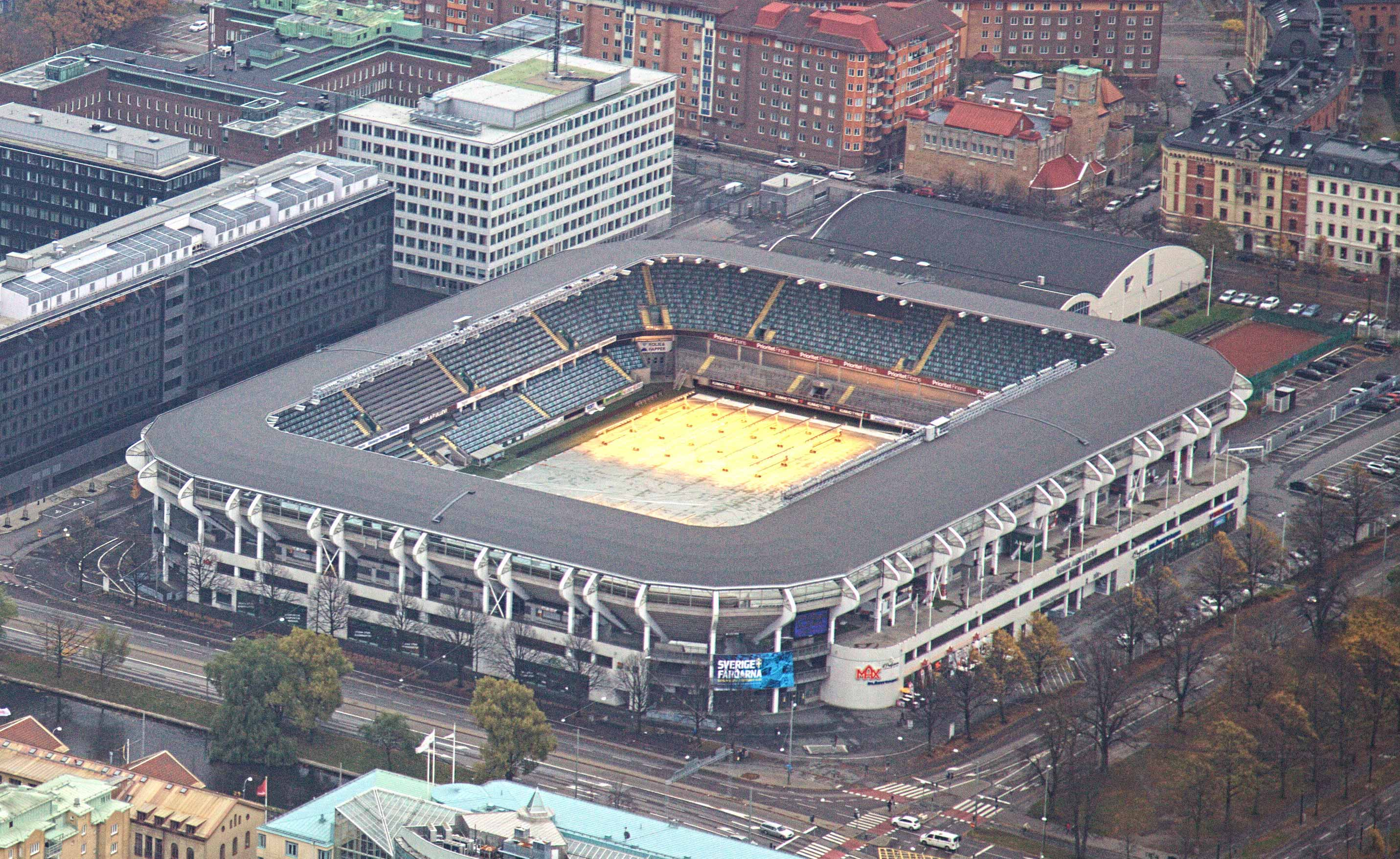
Gamla Ullevi, Gais hemmaarena.

Säsongen 2010 bröts Gais svit med elfteplatser i tabellen, då klubben slutade på trettonde plats. Under sommaren lämnade Wanderson do Carmo Gais för den saudiska klubben Al Ahli. Redan i mars året efter, dagar före den allsvenska premiären 2011, återvände dock Wanderson till Gais på lån. Inför 2011 värvades också Álvaro Santos och 2007 års allsvenska skyttekung Razak Omotoyossi till Gais. Wanderson köptes under sommaren 2011 tillbaka från Al Ahli, men Omotoyossi fick inget nytt kontrakt när det löpte ut under sommaren och Santos gick till Helsingborgs IF. 2011 blev den mest framgångsrika säsongen för klubben på många år, då man slutade på femte plats i Allsvenskan och blev det högsta placerade laget från Göteborg i serien. Efter den placeringen satte Gais som mål att nästa säsong nå en placering bland de fyra bästa.
Istället blev 2012 ett av Gais värsta år i Allsvenskan då man hamnade på sista plats i serien med endast 12 poäng av 90 möjliga. Gais slog också rekordet i flest antal matcher i Allsvenskan utan vinst, vilket tidigare hölls av Billingsfors IK, Örgryte IS och Trelleborgs FF. Under säsongen blev det också klart att Gais förlorade sin lagkapten Fredrik Lundgren och målvakten Dime Jankulovski, som båda två slutade efter säsongen. Jankulovski fortsatte en säsong som assisterande tränare för Gais tillsammans med Thomas Askebrand, medan Lundgren blev projektledare för Göteborgsgirot. Under säsongen slutade dessutom tränaren Alexander Axén, likaså hans efterföljare Jan Mak och sportchefen Mats Persson. Tillfällig ersättare för Jan Mak blev Benjamin Westman under resten av säsongen.

### 2013–2023: Superettan och Ettan
I början av oktober 2012 stod det klart att Askebrand skulle ta över rollen som huvudtränare säsongen 2013, vilken slutade på en sjundeplats. Den 27 maj 2014 fick han dock sparken, då Gais låg på kvalplats ner till division 1, varpå Per-Ola Ljung presenterades som ny tränare den 13 juni. Säsongen 2014 fick Peo Ljung dock sparken med tre matcher kvar, då de sportsliga prestationerna uteblivit och laget bara hade två poäng till negativ kvalplats varpå den assisterande tränaren Jesper Ljung tog över ansvaret resterande tre matcher ihop med Benjamin Westman.
Mellan 2015 och 2019 var det endast säsongen 2016 som laget slutade på den övre halvan av Superettantabellen. Tränare kom och gick utan att göra några större intryck sett till tabellplacering. Gais största framgång under den här perioden var säsongen 2018, då laget gick till kvartsfinal i Svenska cupen efter att ha slagit ut både allsvenska Hammarby IF och IF Elfsborg i gruppspelet. Man förlorade dock kvartsfinalen mot Östersunds FK med 0–1. Även året därpå tog sig Gais vidare från Svenska cupens gruppspel i konkurrens med två allsvenska lag, Örebro SK och IFK Göteborg, kanske främst efter att man tilldelades segern i bortamatchen mot IFK med 3–0 efter ordningsstörning. Laget föll även detta år i kvartsfinalen, den här gången mot BK Häcken, som vann hemma med 4–1. I Superettan 2019 slutade Gais på tolfte plats, med tre poäng ner till kvalstrecket.
Säsongen 2020 leddes Gais av huvudtränaren Stefan Jacobsson. Den första halvan av säsongen gick tungt för laget, men andra halvan blev mer produktiv. Additionen av Adnan Maric till laget samt byte av spelidé i mitten av säsongen var en tydlig faktor till varför Gais avslutade säsongen så starkt. Gais slutade säsongen på en tiondeplats. Inför säsongen 2021 hade Gais en bra försäsong, och laget inledde serien bra med två segrar och en oavgjord match, men säsongen slutade ändå med fiasko. Laget hamnade på kvalplats och förlorade sedan nedflyttningskvalet mot Dalkurd FF, vilket innebar att laget spelade i Ettan Södra säsongen 2022. Ordförande Jonas Andersson och Tony Balogh (vice-ordförade i Makrillarna) menar att det var en blandning av misstag och otur som låg bakom nedflyttningen. De pekar på att mittbacken Aiham Ousou såldes efter elva matcher samt att målskytten Richard Yarsuvat bröt foten och att Adnan Maric bara kunde spela knappt hälften av alla matcher på grund av skador. Efter nedflyttningen avgick Jonas Andersson och Jonas Östergaard, något som supportrarna hade krävt flera gånger under säsongen.

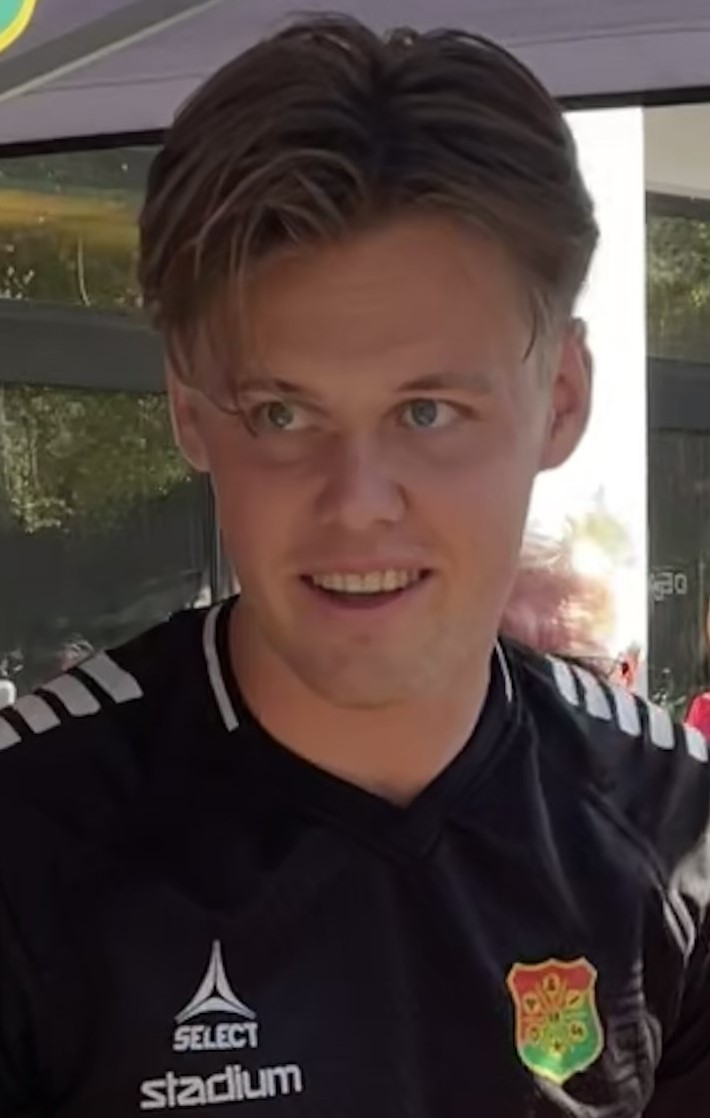
Axel Henriksson.

Säsongen 2022 väntades bli ekonomiskt tuff för föreningen, då styrelsen redan under ett medlemsmöte i december 2021 meddelade att man väntade sig att omsättningen skulle komma att halveras. Sportsligt blev säsongen dock en framgång; sejouren i söderettan blev bara ettårig efter att Gais vunnit serien med 70 poäng, sex före tvåan Falkenbergs FF. Lagets bästa målskytt blev Michael Kargbo med 12 mål på 30 matcher. Andra tongivande spelare var de unga mittfältarna Harun Ibrahim och Axel Henriksson samt hemvändande Mervan Celik, som anslöt efter sommaruppehållet.

### 2024–: Åter i allsvenskan
Redan under sin första säsong i Superettan 2023 säkrade Gais uppflyttning till Allsvenskan genom att sluta på en andraplats i serien. Gais säkrade uppflyttningen i näst sista omgången mot Jönköpings Södra IF, då man vann med 2–0 efter mål av Axel Norén och Gustav Lundgren. Under sin första säsong i Allsvenskan överraskade Gais alla genom att sluta på en sjätte plats.

## Övriga sektioner
I klubbens ungdom ägnade sig Gais åt en mångfald idrotter, inte minst brottning, tyngdlyftning och friidrott. Dessa fick dock ge vika för lagidrotterna. Mellan 1954 och 1968 hade Gais en ishockeysektion, som säsongerna 1957/58 och 1960/61 spelade i högsta serien. Gais handbollslag spelade som bäst i näst högsta divisionen. Från 1970-talets början hade Gais ett framgångsrikt damlag i fotboll, vilket deltog i damallsvenskan från seriens bildande 1988 till dess att laget inför säsongen 1993 fusionerades med Jitex BK.
I 26 år existerade det också en handbollssektion, från 1939 till 1964. Ambitionen var inte så hög från början då sektionen startades upp mer för att fotbollsspelarna skulle ha något att göra på vintern, men med tiden etablerade man sig i Göteborgshandbollen. Bland de av GAIS som 
kombinerade fotboll och handboll kan bland annat nämnas Karl-Alfred Jacobsson, Curt "Töta" Thorstensson och Bertil Sernros. 
Gais hade en framgångsrik bandysektion som spelade totalt tre säsonger i Elitserien. Sektionen bildades 2005 efter att Gais och SK Höjden gått ihop i syfte att bilda ett elitlag i bandy i Göteborg. I maj 2014 rapporterade Gais Bandy dock att man drog sig ur elitserien och tills vidare lade ner all seniorverksamhet. Detta då Göteborgs Stad meddelade att det inte skulle byggas en inomhushall innan 2021 och isen på Gais egen Arena Heden inte var spelbar stora delar av säsongen.
Hösten 2015 tog Gais över Futsallaget FC Linné, vilket direkt gav Gais ett lag i Sveriges högstaliga då FC Linné året innan hade avancerat upp till futsalens finrum Svenska Futsalligan. Laget har sedan dess spelat i såväl SFL som Division 1 och säsongen 17/18 vann laget SM i strandfotboll. Inför säsongen 18/19 bytte laget hemmaarena till Lundenhallen.

## Supportrar

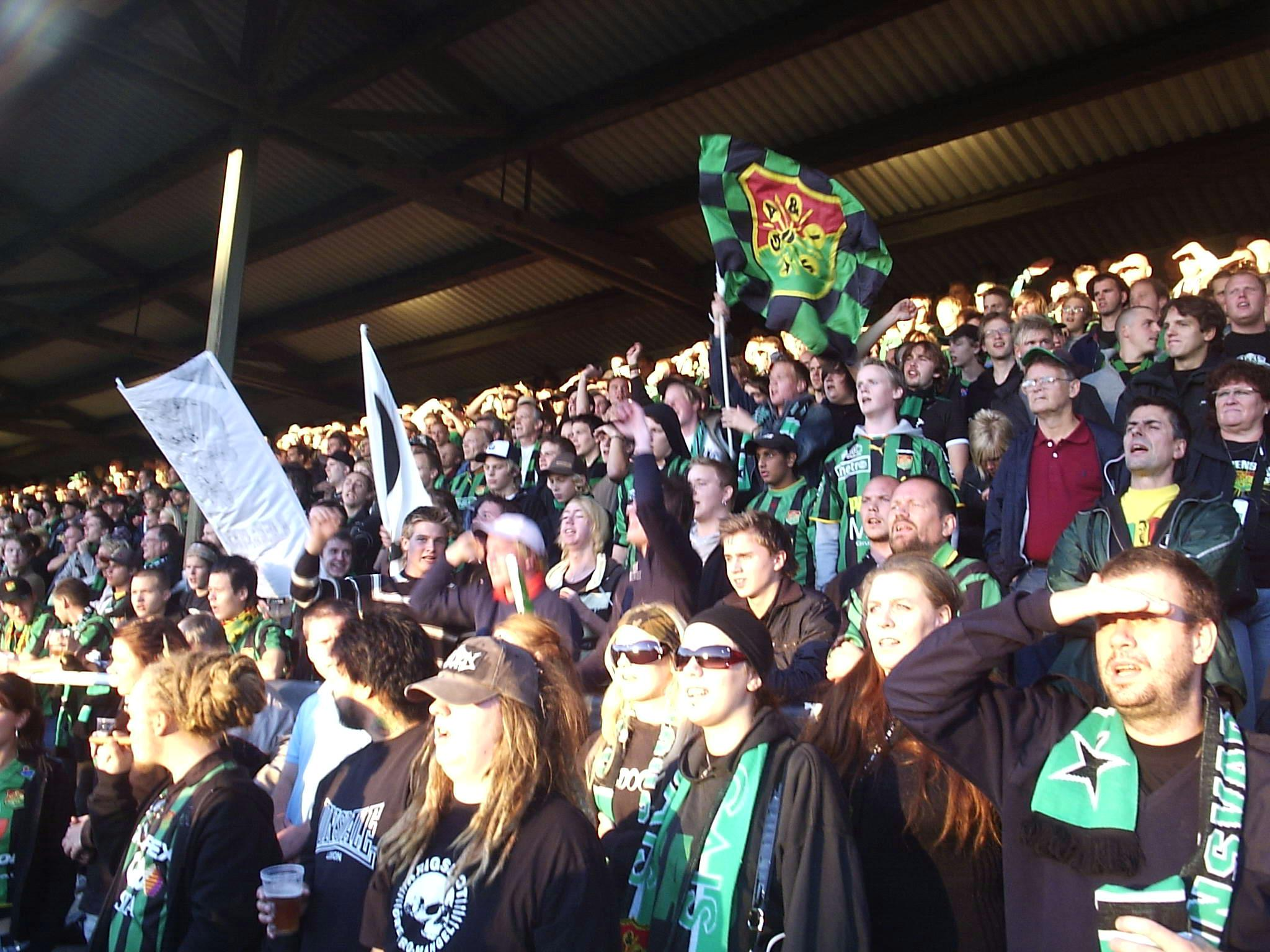
Gaisklacken under en match 2006.

### Supportrarnas bakgrund
Enligt Tony Balogh (styrelsemedlem i supporterklubben Makrillarna) är Gais historiskt sett ett arbetarklasslag, även om en undersökning från 2012 inte kunde fastslå någon specifik socioekonomisk bakgrund hos Gais-supportrarna. En SOM-rapport från 2023 konstaterade däremot att "sannolikheten för att hålla på Gais är högre bland personer med lägre utbildning". Samma rapport anger att GAIS har sitt största stöd i Angered och Östra Göteborg och att Gaisare överlag placerar sig mer till vänster än till höger. I en SOM-rapport från 2025 anger 18% Gais som förstahandsalternativ bland stadens fotbollslag (50% angav IFK Göteborg, 20% BK Häcken och 8% Örgryte IS).

### Supporterklubbar
Gais har, precis som många andra fotbollsklubbar, ett antal olika supporterklubbar. De mest kända är Gårdakvarnen, Makrillarna, Spirrklubben och Grönsvart Göteborg.  Gais är kända för att ha en trogen supporterskara, bl a har de genom insamlingar hjälpt klubben ekonomiskt flera gånger. Detta trots att laget flera gånger åkt ur både Allsvenskan och Superettan. 2003 hade både Makrillarna och Gårdakvarnen tillsammans över 2 500 medlemmar. Även utanför Göteborg finns ett flertal aktiva supporterklubbar, däribland kan nämnas Gaisare Stockholm, grundat 1999, med ett hundratal medlemmar.

### Kända supportrar
Gais har, och har haft, ett flertal kända supportrar genom åren. Några av dessa är Jan Eliasson (före detta utrikesminister), Bo Ralph (ledamot av Svenska Akademien), Sten-Åke Cederhök  (skådespelare), Håkan Hellström (artist), Magnus Rosén (musiker), Ebbot Lundberg (artist och låtskrivare, The Soundtrack of Our Lives), Tomas Lindberg (Sångare, At the Gates), Peter Apelgren (komiker och konstnär), Laleh (sångare), Emrik Larsson (artist), Claes Malmberg (skådespelare och ståuppkomiker), Victor Marko (rappare, Mofeta & Jerre),  Mats Jönsson (sångare, Attentat), Hagge Geigert (revyförfattare, teaterdirektör, tv-underhållare och debattör),  Henning Fürst och Eric Berglund i gruppen The Tough Alliance, Jonas Sjöstedt (politiker), Bengt Anderberg (författare och översättare), Bo Gentzel (TV-kommentator), Ingemar Johansson (boxare, professionell världsmästare i tungvikt), Per Andersson (komiker) och Björn Gelotte (gitarrist, In Flames). Frank Zappa spelade också med en Gais T-Shirt på sig under en konsert i Konserthuset i Göteborg hösten 1974.

### Gaisambassadörer
Gais började 2010 med att utse en "ambassadör" som symboliskt representerar Gais under ett år, men främst väljer en organisation som jobbar för utsatta personer. Denna organisation får sedan ett ekonomiskt stöd från Gais. Den första ambassadören att utses var Jan Eliasson, som följdes av Håkan Hellström (2011) och av Per Andersson (2012).

## Spelare

### Spelartruppen
| Nummer      | Land                    | Spelare                   | Födelsedatum      | Kom från          | Moderklubb           |
| Målvakter   | Målvakter               | Målvakter                 | Målvakter         | Målvakter         | Målvakter            |
| ----------- | ----------------------- | ------------------------- | ----------------- | ----------------- | -------------------- |
| 1           | Sverige                 | Mergim Krasniqi           | 23 augusti 1992   | Örebro SK         | Norrby IF            |
| 13          | Nya Zeeland             | Kees Sims                 | 27 mars 2003      | Ljungskile SK     | Western Suburbs      |
| 30          | Sverige                 | Victor Astor              | 10 juli 2001      | Norrby IF         | Nykvarns SK          |
| Försvarare  |                         |                           |                   |                   |                      |
| 2           | Kanada                  | Matteo de Brienne         | 22 maj 2002       | Atlético Ottawa   | Ottawa South United  |
| 4           | Sverige                 | Oskar Ågren               | 10 september 1998 | IK Brage          | IF Limhamn Bunkeflo  |
| 5           | Sverige                 | Robin Wendin Thomasson    | 26 mars 1999      | Eskilsminne IF    | Kvidinge IF          |
| 6           | Sverige                 | August Wängberg           | 30 december 1993  | Qviding FIF       | Örgryte IS           |
| 12          | Sverige                 | Robin Frej                | 7 april 1998      | IF Brommapojkarna | FC Djursholm         |
| 22          | Bosnien och Hercegovina | Anes Cardaklija           | 5 juli 2005       | Gais U            | Gais                 |
| 24          | Sverige                 | Filip Beckman             | 10 februari 2003  | Gais U            | Kungsbacka IF        |
| Mittfältare |                         |                           |                   |                   |                      |
| 7           | Sverige                 | Joackim Fagerjord         | 22 juli 1998      | Onsala BK         | Kungsbacka IF        |
| 8           | Sverige                 | William Milovanovic       | 6 maj 2002        | Utsiktens BK      | IF Warta             |
| 9           | Sverige                 | Gustav Lundgren           | 18 april 1995     | Onsala BK         | Tölö IF              |
| 10          | Sverige                 | Amin Boudri               | 29 september 2004 | Venezia           | IF Brommapojkarna    |
| 14          | Sverige                 | Filip Gustafsson          | 9 mars 2002       | IF Elfsborg       | Smålandsstenars GoIF |
| 17          | Island                  | Róbert Frosti Thorkelsson | 18 augusti 2005   | Stjarnan          | Stjarnan             |
| 18          | Sverige                 | Kevin Holmén              | 13 december 2001  | IF Elfsborg       | Annelunds IF         |
| 25          | Sverige                 | Jonas Lindberg            | 25 mars 1989      | IK Sirius         | Falköpings FK        |
| 27          | Sverige                 | Mohamed Bawa              | 20 juli 2004      | Gais U            | Solväders FC         |
| 32          | Sverige                 | Harun Ibrahim             | 26 februari 2003  | Molde FK          | Rannebergens IF      |
| Anfallare   |                         |                           |                   |                   |                      |
| 11          | Sverige                 | Edvin Becirovic           | 29 mars 2000      | IFK Värnamo       | Anderstorps IF       |
| 16          | Sverige                 | Rasmus Niklasson Petrovic | 17 maj 2003       | Oskarshamns AIK   | Sävedalens IF        |
| 19          | Elfenbenskusten         | Ibrahim Diabate           | 17 november 1999  | Västerås SK       | Académie MimoSifcom  |
| 20          | Sverige                 | Chisomnazu Chika Chidi    | 24 augusti 2000   | Ahlafors IF       | Bergsjö IF           |
| 26          | Sint Maarten            | Chovanie Amatkarijo       | 20 maj 1999       | Istra 1961        | Laakkwartier         |
| 28          | Sverige                 | Lucas Hedlund             | 18 augusti 1998   | Mezőkövesd Zsóry  | Melleruds IF         |
| 29          | Sverige                 | Daniel Bengtsson          | 1 mars 2008       | Skärhamns IK      | Skärhamns IK         |
| 31          | Sverige                 | Simon Sjöholm             | 10 april 2006     | Gais U            | Askims IK            |

1. ↑  Utlånad till Trelleborgs FF
2. ↑  utlånad till FC Trollhättan
3. ↑  utlånad till Norrby IF
4. ↑  utlånad till Östersunds FK

### Pensionerade tröjnummer
| - 15 – Fredrik Lundgren - 23 – Klackens nummer |

### Spelare med flest seriematcher
Till och med säsongen 2018 hade 82 gaisare spelat över hundra seriematcher för klubben (gäller samtliga divisioner i det svenska seriesystemet, från Allsvenskan till gamla division III). Dessa är:
- Sören Järelöv (323)
- Leif Andersson (314)
- Folke Lind (305)
- Sten Pålsson (293)
- Fredrik Lundgren (289)
- Bertil Sernros (281)
- Sven Jacobsson (280)
- Mikael Johansson (280)
- Kenneth Gustafsson (260)
- Rune Jingård (237)
- Leif Forsberg (235)
- Nils Norlander (226)
- Rolf Gustafsson (218)
- Magnus Gustafsson (214)
- Kent Grek (213)
- Herbert Lundgren (213)
- Sixten Rosenqvist (212)
- Hans Johansson (207)
- Dime Jankulovski (200)
- Lallo Fernandez (199)
- Karl-Alfred Jacobsson (197)
- Kjell Uppling (197)
- Osborn Larsson (192)
- Thomas Bloom (190)
- Richard Ekunde (185)
- Kenneth Wessberg (183)
- Helge Liljebjörn (181)
- Sune Persson (177)
- Bobbie Friberg Da Cruz (173)
- Göte Sjösten (170)
- Carl Johnsson (163)
- Ulf Köhl (162)
- Mikael Berthagen (160)
- Rune Wenzel (160)
- Hasse Samuelsson (153)
- Gustaf Gustafsson (152)
- Anders Holmberg (152)
- Björn Andersson (150)
- Eine Fredriksson (148)
- Gunnar Zacharoff (148)
- Jan Olsson (144)
- Lenna Kreivi (144)
- Yngve Samuelsson (144)
- Stig Andersson (142)
- Curt Thorstensson (140)
- Jan Lundqvist (140)
- Hasse Olsson (139)
- Lars-Henrik Enered (138)
- Benny Apell (135)
- Bertil Andersson (133)
- Reuben Ayarna (132)
- Albert Olsson (132)
- Holger Jernsten (131)
- Sanny Jacobsson (130)
- Bo Palle (130)
- Lars Ternström (128)
- Wanderson Do Carmo (128)
- Nils Johansson (125)
- Malkolm Moënza (124)
- Olle Bengtsson (122)
- Gunnar Olsson (122)
- Rune Östling (122)
- Erik Angren (121)
- Christer Heideberg (121)
- Göte Karlsson (121)
- Leif Wendt (121)
- Tommi Vaiho (118)
- Lars Liljeblad (116)
- Erik Holmgren (115)
- Mårten Jonsson (112)
- Gustaf Andersson (110)
- Samir Bakaou (109)
- Daniel Blomgren (109)
- Lukasz Chmaj (109)
- Ragnar Gustafsson (109)
- Andreas Tobiasson (108)
- Håkan Lindman (106)
- Jonas Lundén (106)
- Niclas Sjöstedt (105)
- Mathias Gravem (102)
- Eyjólfur Hédinsson (100)

### Landslagsspelare

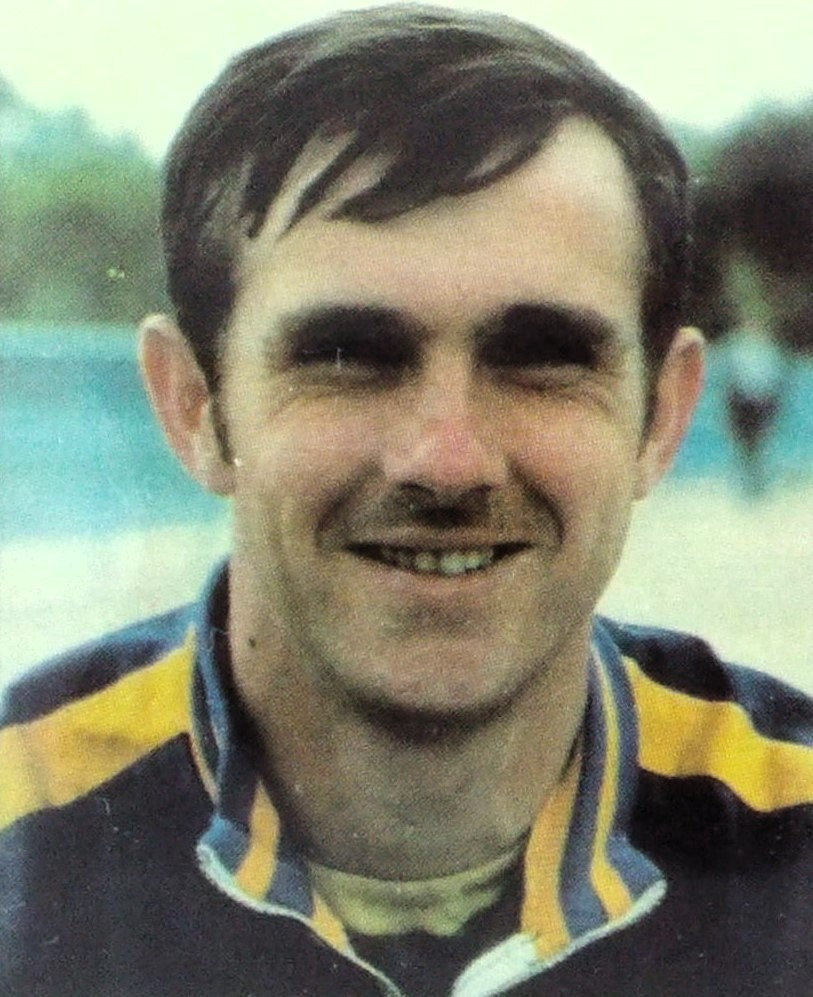
Sten Pålsson med svenska landslaget, 1970.

Elva spelare i Gais har spelat fler än tio landskamper för Sverige under sin tid i klubben. Dessa är:
- Rune Wenzel (1901–1977), 30 landskamper (1 mål) 1919–1930
- Sten Pålsson (född 1945), 19 landskamper (5 mål) 1968–1974
- Fritjof Hillén (1893–1977), 15 landskamper (0 mål) 1917–1925
- Jan Olsson (1944–2023), 15 landskamper (0 mål) 1967–1973
- Gunnar Zacharoff (1902–1957), 14 landskamper (0 mål) 1926–1930
- Helge Liljebjörn (1904–1952), 13 landskamper (0 mål) 1929–1935
- Kurt Axelsson (1941–1984), 13 landskamper (0 mål) 1966–1967
- Gunnar Holmberg (1897–1975), 12 landskamper (0 mål) 1922–1927
- Herbert Lundgren (1902–1977), 12 landskamper (0 mål) 1925–1930
- Albert Olsson (1896–1977), 10 landskamper (5 mål) 1919–1927
- Eine Fredriksson (född 1950), 10 landskamper (3 mål) 1974–1976

Dessutom har finländske Erik Holmgren (34 landskamper, 2 mål, 1989–1993) och armeniske Lewon Patjadzjan (10 landskamper, 1 mål, 2008) spelat fler än tio landskamper för sina respektive hemländer under sin tid i klubben.

### Allsvenska skyttekungar

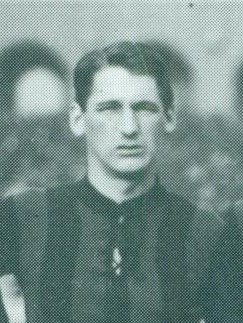
Albert "Abben" Olsson, 1919.

Fem gaisare har vunnit skytteligan i Allsvenskan:
- Albert Olsson, en gång (1926/1927, 24 mål)
- John "Long-John" Nilsson, en gång (1930/1931, 26 mål)
- Sven Jacobsson, en gång (1941/1942, 20 mål)
- Karl-Alfred Jacobsson, tre gånger (1951/1952, 17 mål; 1952/1953, 24 mål; 1953/1954, 21 mål)
- Wanderson Do Carmo, en gång (2009, 18 mål, delat med Tobias Hysén)

## Säsonger
| Division        | Säsonger | Senast | Uppflyttningar                                                     | Nedflyttningar                                                     |
| --------------- | -------- | ------ | ------------------------------------------------------------------ | ------------------------------------------------------------------ |
| Allsvenskan (1) | 56       | 2025   | -                                                                  | 9 (1937-1938, 1954-1955, 1959, 1964, 1970, 1975, 1992, 2000, 2012) |
| Superettan (2)  | 38       | 2023   | 9 (1940-1941, 1955-1956, 1963, 1965, 1971, 1987, 1999, 2005, 2023) | 4 (1981, 1996, 2001, 2021)                                         |
| Ettan (3)       | 7        | 2022   | 4 (1983, 1998, 2003, 2022)                                         | -                                                                  |

Nedan följer Gais senaste tjugo säsonger i seriespelet. För att se fler säsonger, se Gais säsonger.
| Säsong | Nivå | Division    | Placering | Anmärkning                                                                | Publiksnitt | Källor         |
| ------ | ---- | ----------- | --------- | ------------------------------------------------------------------------- | ----------- | -------------- |
| 2006   | 1    | Allsvenskan | 10/14     |                                                                           | 7 072       | [ 98 ] [ 99 ]  |
| 2007   | 1    | Allsvenskan | 11/14     |                                                                           | 6 887       | [ 98 ] [ 101 ] |
| 2008   | 1    | Allsvenskan | 11/16     |                                                                           | 5 224       | [ 98 ] [ 103 ] |
| 2009   | 1    | Allsvenskan | 11/16     |                                                                           | 5 687       | [ 98 ] [ 105 ] |
| 2010   | 1    | Allsvenskan | 13/16     |                                                                           | 4 666       | [ 107 ]        |
| 2011   | 1    | Allsvenskan | 5/16      |                                                                           | 5 933       | [ 109 ]        |
| 2012   | 1    | Allsvenskan | 16/16     | Nedflyttade till Superettan.                                              | 4 782       | [ 111 ]        |
| 2013   | 2    | Superettan  | 7/16      |                                                                           | 3 326       | [ 113 ]        |
| 2014   | 2    | Superettan  | 11/16     |                                                                           | 3 383       | [ 115 ]        |
| 2015   | 2    | Superettan  | 11/16     |                                                                           | 2 781       | [ 117 ]        |
| 2016   | 2    | Superettan  | 8/16      |                                                                           | 3 315       | [ 119 ]        |
| 2017   | 2    | Superettan  | 9/16      |                                                                           | 3 157       | [ 121 ]        |
| 2018   | 2    | Superettan  | 10/16     |                                                                           | 3 405       | [ 123 ]        |
| 2019   | 2    | Superettan  | 12/16     |                                                                           | 2 854       | [ 125 ]        |
| 2020   | 2    | Superettan  | 10/16     |                                                                           | 0           | [ 126 ]        |
| 2021   | 2    | Superettan  | 14/16     | Nedflyttade till Ettan södra efter kvalförlust mot Dalkurd FF (1–2, 1–1). | 1 559       | [ 128 ]        |
| 2022   | 3    | Ettan Södra | 1/16      | Uppflyttade till Superettan.                                              | 2 338       | [ 130 ]        |
| 2023   | 2    | Superettan  | 2/16      | Uppflyttade till Allsvenskan.                                             | 4 876       | [ 132 ]        |
| 2024   | 1    | Allsvenskan | 6/16      |                                                                           | 9 010       | [ 134 ]        |
| 2025   | 1    | Allsvenskan | –/16      |                                                                           |             |                |

1. ↑  Ingen publik på grund av covidpandemin

## Gais i kulturen

### Klubb-TV
Under några år hade Gais ett eget TV-program, Klubb-TV Gais. Programmet sändes i Kanal Lokal Göteborg en dag i veckan från 1 september 2006 till 19 januari 2009 då Kanal Lokal gick i konkurs. Programledare var Joakim Geigert och varje vecka gästades studion av tränare eller spelare från Gais A-lag. Matcher diskuterades och man visade olika reportage om Gais.

### Film
Den 17 februari 2012 hade filmen Det enda laget världspremiär på Roy. Filmen är en dokumentär om Gais historia, spelare och trogna supportrar, regisserad av Folke Johansson.

### Musik
Det finns många låtar som har en Gaiskoppling. Det svenska punkbandet Attentat har gjort ett album som heter GAIS är allt!. Vidare har Håkan Hellström gjort flera låtar med Gaistema, bland annat "Valborg" och "Gårdakvarnar och skit". Även rapparna Meta Four och Karl Kombarris har gjort album på temat. Därutöver har också artister som Ebbot Lundberg och Valter Nilsson varit öppna med sina Gais-sympatier.

## Övrigt
- Publikrekord: 50 690 mot IFK Göteborg 20 maj 1976
- Största seger i Allsvenskan: 7–0 mot IF Elfsborg 25 augusti 1926,
- Största seger i Superettan: 7–0 mot Ängelholms IF 22 maj 2016
- Största förlust i Allsvenskan:  0–9 mot Östers IF 12 juli 1992
- Flest allsvenska matcher: Folke Lind, 265 matcher säsongerna 1932–1938, 1941–1948
- Gais mesta spelare: Sören Järelöv, 323 matcher 1982–1995
- Meste målgörare genom tiderna: Karl-Alfred Jacobsson, 145 mål på 197 matcher
- Flest mål på en säsong: John "Long-John" Nilsson, 26 mål 1930/31
- Flest landskamper: Rune Wenzel 30 landskamper
- Antal säsonger i Div 3 (sedan 1987 div 2): 6
- Sämsta året någonsin: 1997, trea i div 2